# سورین ماکاوی
سورین ماکاوی (انگلیسی: Sorin Macavei؛ زادهٔ ۲۴ مهٔ ۱۹۵۶) بازیکن والیبال اهل رومانی است.